# Todaroa aurea
Todaroa aurea es una especie herbácea  pertenecientes a la familia Apiaceae.

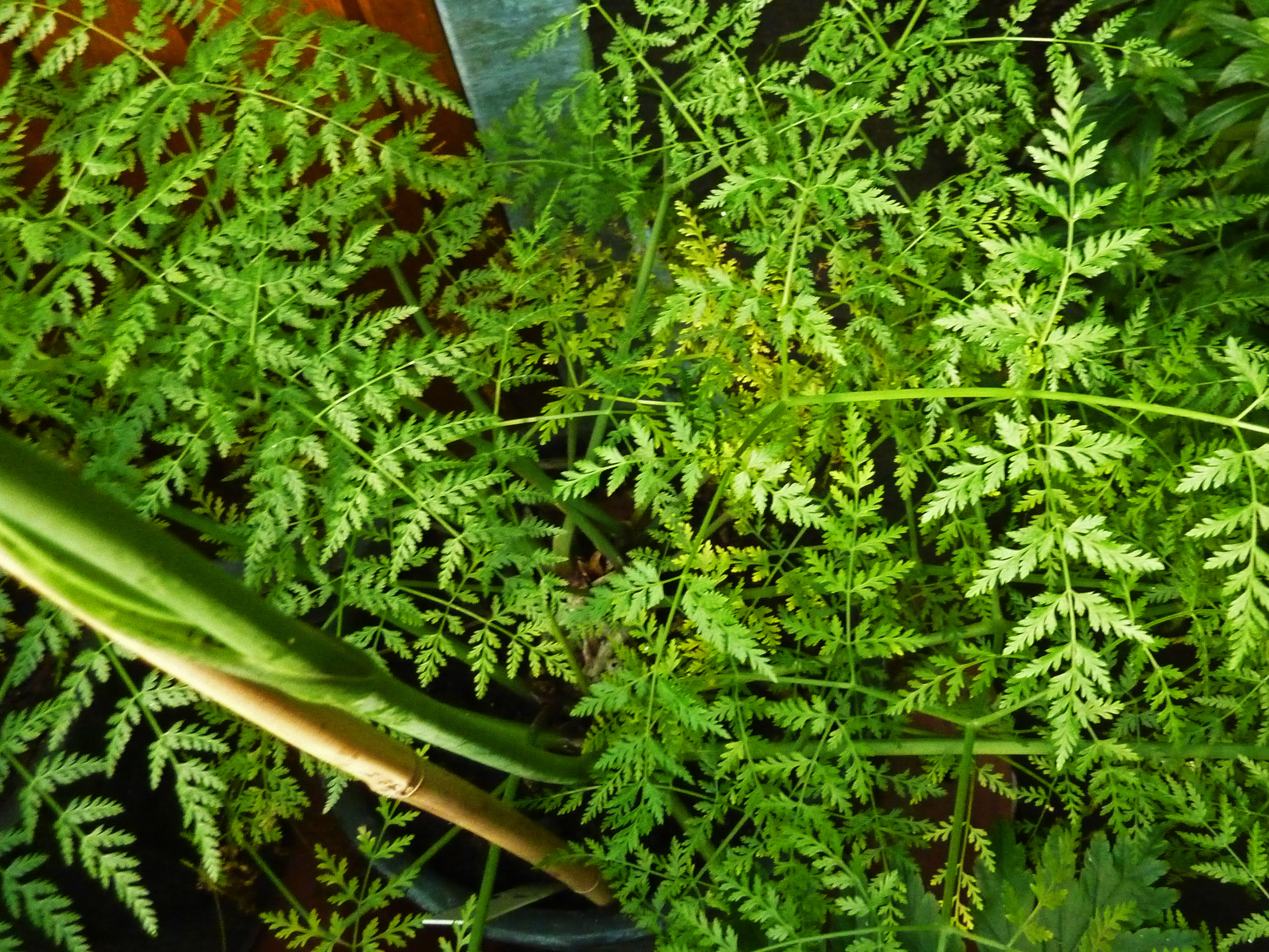
Detalle de las hojas

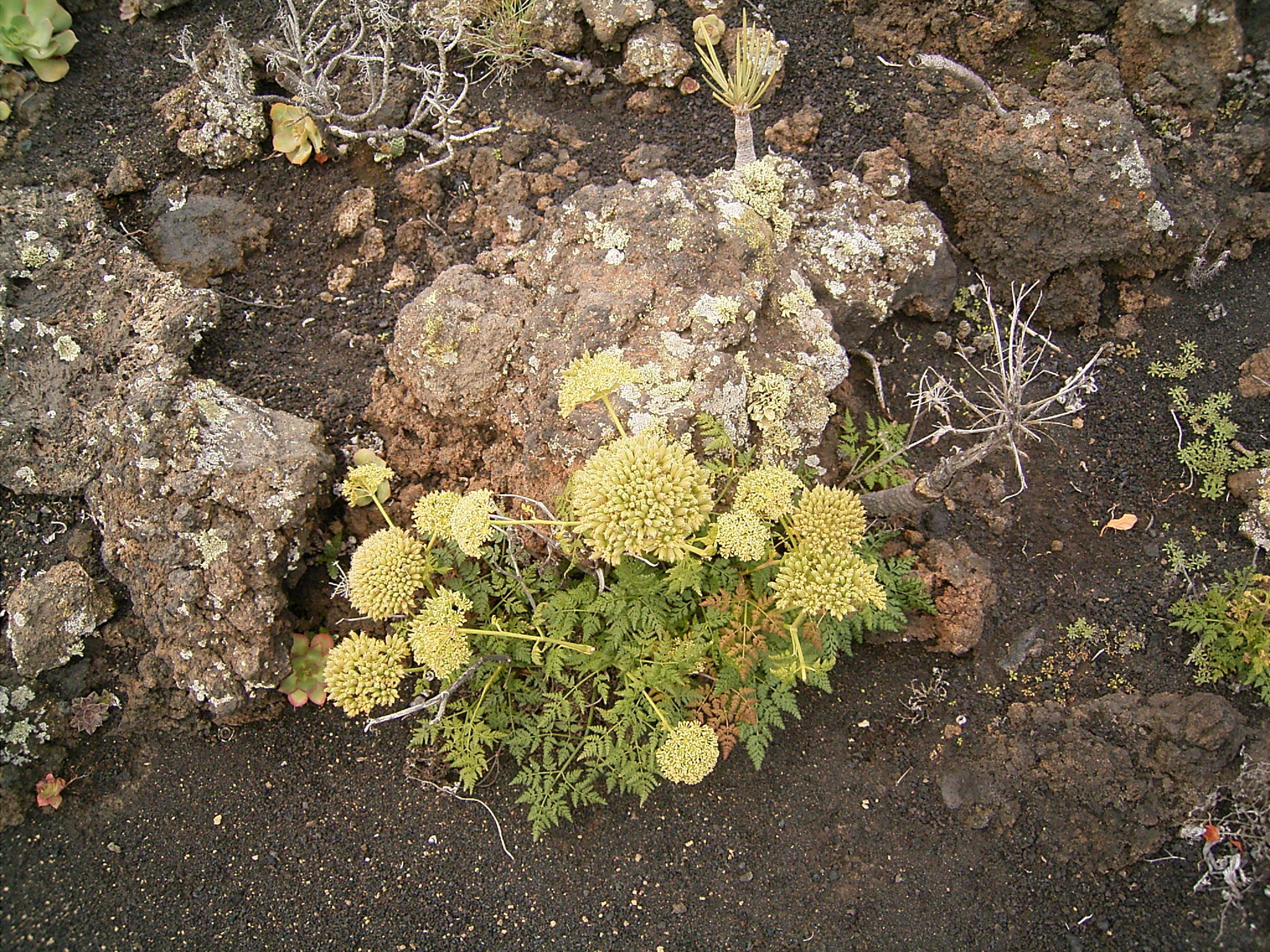
Vista de la planta

## Descripción
Todaroa aurea es un endemismo de las Islas Canarias, del que se diferencian la ssp. aurea, en todas las islas citadas, salvo La Palma y la ssp. suaveolens P. Pérez, en esta última isla. Se trata de una planta herbácea, con hojas escasamente pubescentes, hasta 4- pinnadas. Las flores son amarillas y los frutos se separan en dos mericarpos con cinco costillas aladas. 

## Taxonomía
Todaroa aurea fue descrita por Filippo Parlatore y publicado en Histoire Naturelle des Îles Canaries 3(22): 155. t. 74 (1836-50)
Basónimo
- Peucedanum aureum Sol.

Etimología
Todaroa: nombre genérico  dedicado a Agostino Todaro (1818-1892), botánico italiano.
aurea: epíteto latino que significa "dorado", aludiendo al color de las flores. 

## Nombres comunes
Se conoce como "herreña, zanahoria amarilla, cañaheja chica (ssp. aurea) o cañaheja olorosa (ssp. suaveolens)".